# Министарство одбране Сједињених Америчких Држава
Министарство одбране Сједињених Америчких Држава (engl. United States Department of Defense, скраћено USDOD, DOD или DoD, раније National Military Establishment) је савезно министарство Сједињених Америчких Држава које је задужено за координацију и надзор над свим агенцијама и функцијама савезне владе које су директно везане за националну безбједност или за Оружане снаге Сједињених Америчких Држава. Ово министарство је највећи потрошач америчких савезних буџетских средстава. Сједиште Министарства је у Пентагону, згради у облику петоугаоника, која се налази у округу Арлингтон, недалеко од Вашингтона. 
Министарство одбране има три главне компоненте које управљају копненом војском (U.S. Army), морнарицом (U.S. Navy) и ваздухопловством (U.S. Air Force), које су саставни дио Оружаних снага Сједињених Америчких Држава. У оквиру Министарства дјелују многе агенције, између осталих и Агенција за противракетну одбрану (Missile Defense Agency), Одбрамбена обавјештајна агенција (Defense Intelligence Agency; DIA), Агенција за националну безбједност (National Security Agency; NSA), као и многе друге.